# Рота СС «Святий Вацлав»
Рота «Святий Вацлав» (чеськ. Svatováclavská rota; офіційна назва Добровільна рота «Святий Вацлав» (Dobrovolnická svatováclavská rota)) — військовий підрозділ чеських колабораціоністів з нацистською Німеччиною, який був створений у Протектораті Богемії та Моравії наприкінці Другої світової війни.

## Передісторія
Під час Другої світової війни в колах чеських колабораціоністів не раз виникали ідеї щодо створення національного підрозділу СС. Однак, зважаючи на негативне відношення до цієї ідеї командування СС та особисто Адольфа Гітлера, дане питання не отримало належного розвитку.
Наступна пропозиція щодо формування військових підрозділів зі складу чехів була висунута в березні 1944 року на з'їзді Чеського союзу вояків, що об'єднувала ветеранів австро-угорської армії. Однак і вона не була втілена в життя.

## Історія створення
На початку березня 1945 року в Німеччині велися секретні переговори про термінову мобілізацію чеських і словацьких добровольців, які повинні були затримати наступ радянських військ в Німеччині та Чехословаччині. Ініціативу з мобілізації чехів і словаків в Вермахт і Ваффен-СС висловив міністр освіти та головний пропагандист Протекторату Богемії і Моравії.
Формування підрозділу почалося 5 березня відповідно до наказу Карла Германна Франка, табір для тренувань розташовувався в селі Ухношт-Чеперце. Однак антивоєнні настрої серед населення окупованих земель були настільки високі, що на мобілізаційні заходи відреагувало всього 50 чоловік.
До кінця квітня чисельність добровольчого загону не перевищувала 70 осіб. Велика частина добровольців до мобілізації перебувала у напіввійськових формуваннях СС, куди вони потрапили завдяки доброму знанню німецької мови і «приналежності до арійської раси».
Відповідальним на навчання підрозділу був бригадефюрер СС Бернхард Фосс. Ця рота була єдиним чеським підрозділом в СС. Серед озброєння у них були тільки застарілі гвинтівки з багнетами і один кулемет. Уніформа була точно такою ж, як і у урядових військ Протекторату Богемії і Моравії.

## Знищення
Після спалаху травневого повстання 5 травня 1945 року на базу частини прибув загін повстанців під командуванням головного інспектора поліції Пертла (за іншими даними, його очолював майор чехословацької армії Гарант). повстанці закликали командира Халупа здатися і приєднатися до повстання. Халупа наказав бійцям свого підрозділу сформувати кільце оборони та спалити всі компрометуючі документи. Після цього рота «Святий Вацлав» капітулювала, була роззброєна, а її членів перевезено до табору інтернованих у Кладно

## Нотатки
1. ↑  Згідно з книгою Drsný střed Evropy IV.[5], автора Зденека Чеха перед приходом повстанців члени роти (яку називають частиною СС) вирішили покинути Чеперку та попрямували на захід. У лісі навколо Чеперки, відомого як Брдеч, вони зіткнулися з повстанцями, і зав’язався бій, у якому були полягли на боці колаборантів і поранені повстанці. Кажуть, що тридцятьом членам роти вдалося втекти і вони переховувалися в лісах Пльзена, де їх ліквідувала американська армія. Деякі з них нібито потрапили до Іспанії або в Іноземний легіон і брали участь у індокитайській війні. Ця версія подій не наводиться в достовірних джерелах.